# Momajny

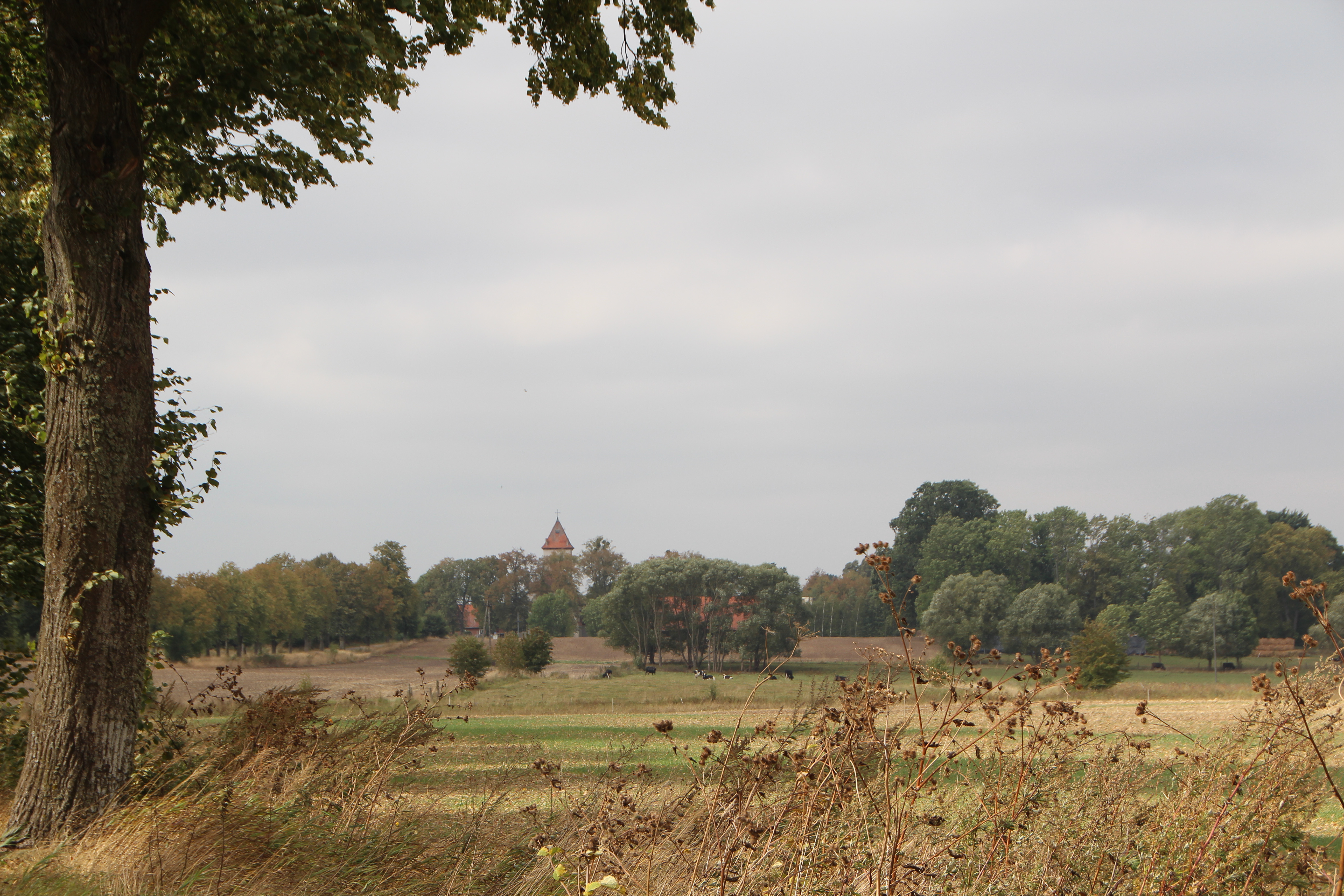
Momajny (2015)

Momajny (deutsch Momehnen) ist ein Dorf in Polen in der Woiwodschaft Ermland-Masuren. Es bildet ein Schulzenamt (Sołectwo) in der Landgemeinde Barciany (Barten) im Powiat Kętrzyński (Kreis Rastenburg).

## Geographische Lage
Momajny liegt im Nordosten Polens. Die polnische Staatsgrenze zur russischen Oblast Kaliningrad liegt etwa zwei Kilometer nördlich von Momajny. Benachbarte Dörfer sind im Norden Rutka (Rauttersfelde), im Osten Maciejki (Blumenthal) und im Süden Skandawa (Skandau).

## Geschichte

### Ortsgeschichte
Wann Momehnen angelegt wurde, ist nicht sicher. Bereits 1373 wird in Marschalksdorf eine Kirche erwähnt. Zwischen 1374 und 1379 wurde das Dorf neu lokalisiert. Zur Wende vom 15. zum 16. Jahrhundert wurde eine neue Kirche errichtet. Vor 1785 hieß der Ort Momeyn.
Am 8. Dezember 1811 brannte die Kirche ab. Ihr Wiederaufbau erfolgte zwischen 1818 und 1821.
Am 9. April 1874 wurde Momehnen Amtsdorf und namensgebend für einen Amtsbezirk im Kreis Gerdauen im Regierungsbezirk Königsberg in der preußischen Provinz Ostpreußen. Gehörten anfangs acht Dörfer dazu, waren es am Ende noch drei.
Während des Zweiten Weltkrieges befand sich hier ein Außenlager des Stalag I-A für sowjetische Kriegsgefangene. Im Januar 1945 nahm die Rote Armee die Gegend ein und als Folge des Krieges wurde die Gegend Teil Polens. Momehnen erhielt die polnische Namensform „Momajny“.
1970 gab es hier eine achtklassige Grundschule, eine Bibliothek sowie ein Kino mit 30 Sitzplätzen. Nach der Auflösung der Gromadas wurde das Schulzenamt (sołectwo) Momajny Teil der Gmina Skandawa (Skandau), nach deren Auflösung ab 1977 Teil der Gmina Barciany (Barten) im Powiat Kętrzyński (Kreis Rastenburg), bis 1998 der Woiwodschaft Olsztyn, seither der Woiwodschaft Ermland-Masuren zugehörig.

### Einwohnerzahlen

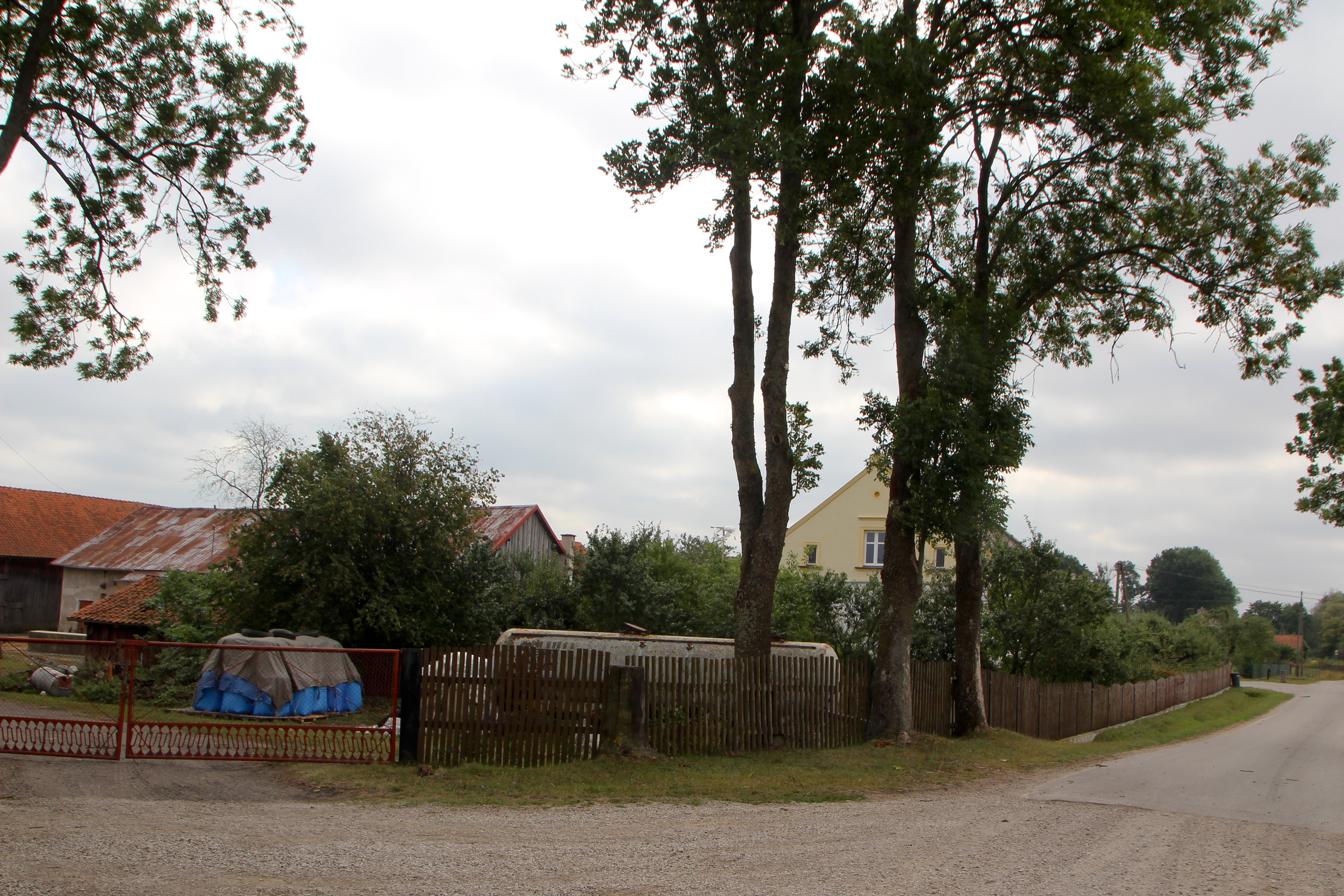
Dorfidyll in Momajny

Im 18. Jahrhundert gab es 30 Wohngebäude in Momehnen. Nachfolgend die graphische Darstellung der Einwohnerentwicklung.

### Amtsbezirk Momehnen (1874–1945)
Zum Amtsbezirk Momehnen gehörten folgende Orte, die sowohl auf heute polnischem (PL) als auch auf heute russischem (RUS) Staatsgebiet liegen, vielleicht auch im Grenzgebiet, wo sie heute nicht mehr existieren:
| Name (bis 1945)      | Name (nach 1945)    | Staat | Bemerkungen                                                |
| -------------------- | ------------------- | ----- | ---------------------------------------------------------- |
| Arnsdorf (Gemeinde)  | Smeloje             | RUS   |                                                            |
| Arnsdorf (Gut)       |                     | RUS   | 1912 in die Landgemeinde Arnsdorf eingegliedert            |
| Gerkiehnen           | Gierkiny            | PL    | 1931 in den Amtsbezirk Dietrichsdorf umgegliedert          |
| Groß Schellenberg    | Ogarewo             | RUS   | 1928 in die Landgemeinde Schellenberg eingegliedert        |
| Klein Schellenberg   | Stanislawskoje      | RUS   | 1928 in die Landgemeinde Schellenberg eingegliedert        |
| Momehnen             | Momajny             | PL    |                                                            |
| Neuhof-Momehnen      | Nowy Dwór Momajński | PL    | 1928 nach Momehnen eingemeindet                            |
| Rauttersfelde        | Rutka               | PL    | 1928 in die Landgemeinde Schellenberg eingegliedert        |
| ab 1877: Ludwigsburg | Stanislawskoje      | RUS   | 1928 in die Landgemeinde Schellenberg eingegliedert        |
| ab 1883: Ludwigshöhe | Piskorze            | PL    | 1928 nach Momehnen eingemeindet                            |
| ab 1928: Blumenthal  | Maciejki            | PL    | 1928 aus dem Amtsbezirk Kanoten nach Momehnen eingemeindet |

Am 1. Januar 1945 bildeten nur noch die Gemeinden Arnsdorf, Momehnen und Schellenberg den Amtsbezirk Momehnen.

## Kirche

### Kirchengebäude

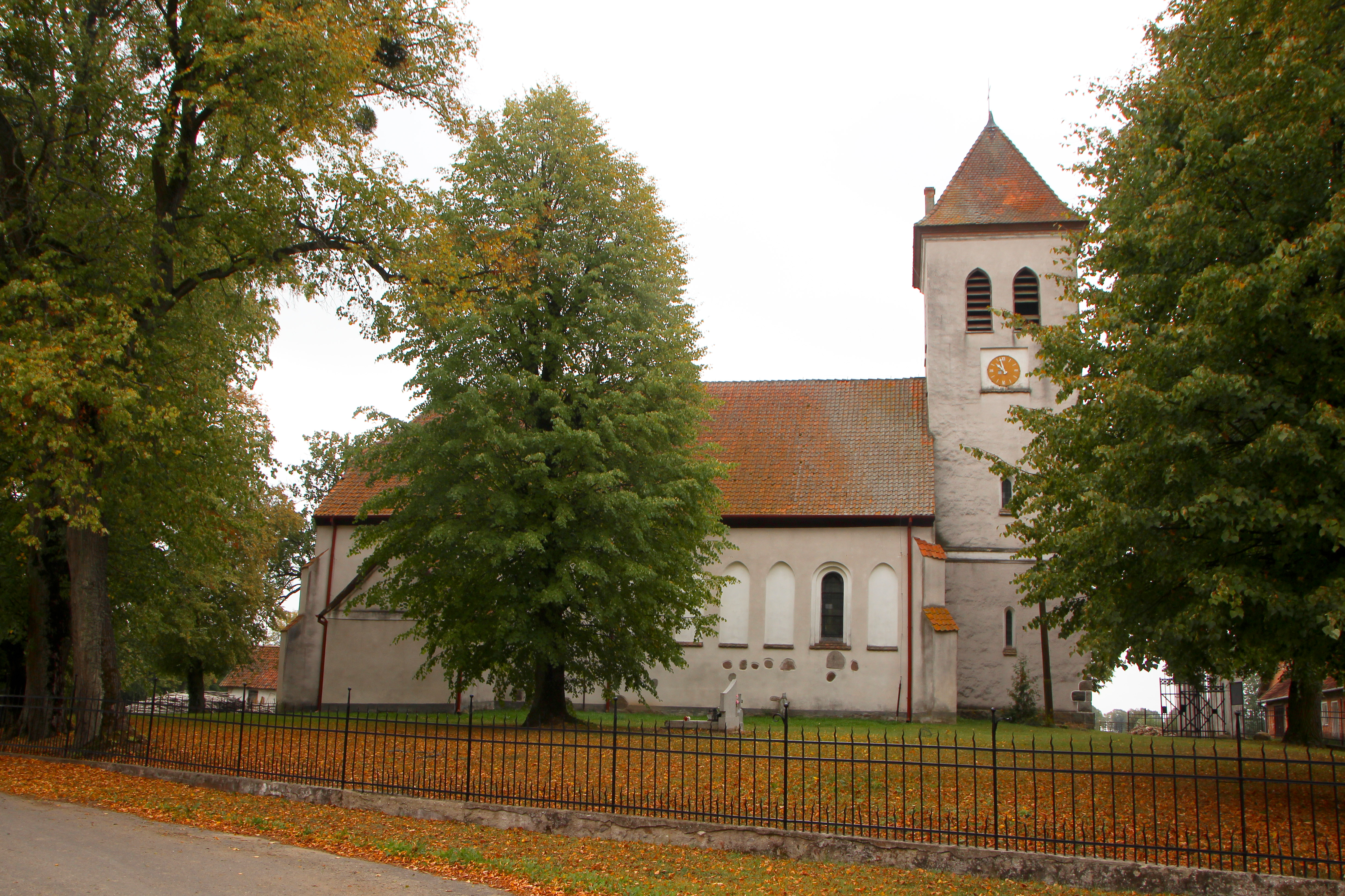
Die Kirche in Momajny

Der aus dem 14. Jahrhundert stammende Bau hatte keinen Choraufbau. Im Jahre 1811 brannte das Gotteshaus bis auf die Zwei-Meter-Ringmauer nieder. Die Kirche wurde ab 1818 wieder aufgebaut und 1821 eingeweiht.

### Kirchengemeinde
Die Kirche Momehnen erhielt 1373 die Handfeste. Der erste Pfarrer wurde 1383 ernannt. Das schon in vorreformatorischer Zeit bestehende Kirchspiel erstreckte sich südwestlich der einstigen und heute auf russischem Staatsgebiet gelegenen Kreisstadt Gerdauen (russisch: Schelesnodoroschny). Es gehörte damals zum Archipresbyterat Schippenbeil (heute polnisch: Sępopol).
Die Reformation erhielt relativ früh Einzug. Über vier Jahrhunderte war Mohmenen ein evangelisches Pfarrdorf. Mit seinen zuletzt 1320 Gemeindegliedern gehörte es bis 1945 zum Kirchenkreis Gerdauen innerhalb der Kirchenprovinz Ostpreußen der Kirche der Altpreußischen Union.
Heute lebt in Momajny eine überwiegend römisch-katholische Bevölkerung. Hier hat sich nach 1945 die Pfarrei Świętego Piotra Apostola (deutsch Heiliger Apostel Petrus) eingerichtet, die zum Dekanat Kętrzyn II – Północy Wschód (Rastenburg II Nordost) im Erzbistum Ermland der Katholischen Kirche in Polen gehört. Filialgemeinden bestehen in Frączkowo (Fritzendorf) und Skandawa (Skandau).
Hier lebende evangelische Kirchenglieder gehören zur Pfarrgemeinde in Kętrzyn (Rastenburg) mit der Filialgemeinde Barciany (Barten) innerhalb der Diözese Masuren der Evangelisch-Augsburgischen Kirche in Polen.

## Verkehr

### Straße

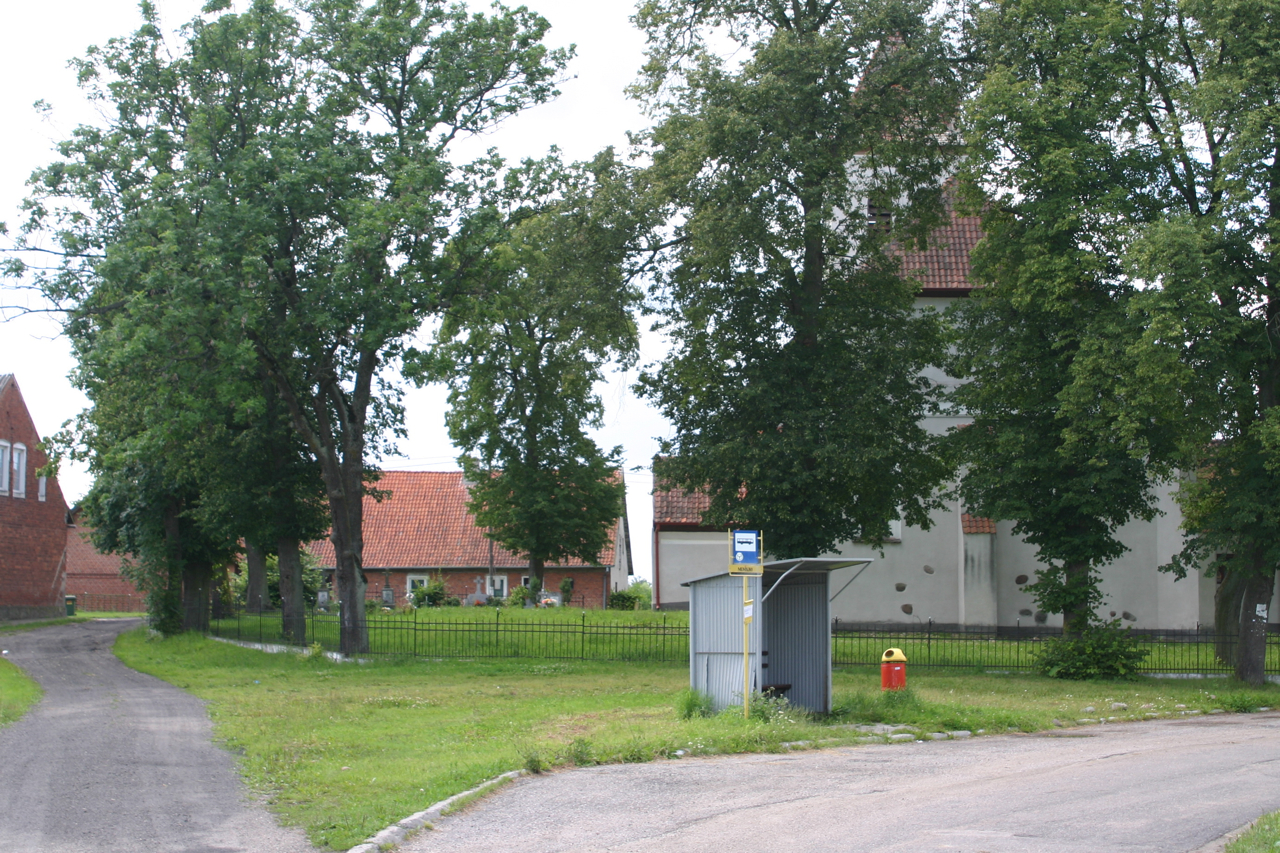
Bushaltestelle am Kirchplatz in Momajny

Richtung Norden führt von Momajny eine Straße nach Rutka (Rauttersfelde) und endet dort an der Staatsgrenze zum russischen Oblast Kaliningrad (bis 1945 verlief sie weiter bis zur Reichsstraße 131 – heute russische Fernstraße 27A-083 (ex A196) – nahe Gerdauen (russisch Schelesnodoroschny)). Ein Grenzübergang besteht nicht. In südlicher Richtung führt eine Straße nach Skandawa (Skandau), in westlicher Richtung nach Garbno (Laggarben) und in östlicher Richtung durch Maciejki (Blumenthal) und nach drei Kilometern zur Woiwodschaftsstraße 591 (einstige Reichsstraße 141I) bei Michałkowo (Langmichels).

### Schiene
Das Dorf verfügt über keinen eigenen Bahnanschluss. Die nächste Bahnstation befindet sich im etwa 20 Kilometer südwestlich gelegenen Korsze (Korschen). Von dort bietet die PKP Direktverbindungen nach Olsztyn (Allenstein) und Posen an.

### Luft
Der geographisch nächste internationale Flughafen ist der Flughafen Kaliningrad, der sich etwa 75 Kilometer nordwestlich, auf russischem Hoheitsgebiet befindet – außerhalb der Europäischen Union. Der nächste internationale Flughafen auf polnischem Staatsgebiet ist der etwa 180 Kilometer westlich gelegene Lech-Wałęsa-Flughafen Danzig.

## Persönlichkeit des Ortes

### Aus dem Ort gebürtig
- Fritz Schröder (* 4. Oktober 1915 in Momehnen; † 5. Juli 2001 in Neuenhagen bei Berlin), deutscher Politiker (SED), stellvertretender Minister für Staatssicherheit der DDR († 2001)